# Элении
Элении (лат. Elaenia) — род воробьиных птиц из семейства Тиранновые.

## Список видов
Международный союз орнитологов относит к роду 22 вида:
- Elaenia flavogaster (Thunberg, 1822) — Желтобрюхая эления
- Elaenia martinica (Linnaeus, 1766) — Белобрюхая эления
- Elaenia spectabilis Pelzeln, 1868 — Серогрудая эления
- Elaenia ridleyana Sharpe, 1888
- Elaenia albiceps (Orbigny et Lafresnaye, 1837) — Белохохлая эления
- Elaenia chilensis Hellmayr, 1927
- Elaenia parvirostris Pelzeln, 1868 — Короткоклювая эления
- Elaenia mesoleuca (Deppe, 1830) — Оливковая эления
- Elaenia strepera Cabanis, 1883 — Дымчатая эления
- Elaenia gigas P. L. Sclater, 1871 — Крапчатая эления
- Elaenia pelzelni Berlepsch, 1907 — Бурая эления
- Elaenia cristata Pelzeln, 1868 — Хохлатая эления
- Elaenia chiriquensis Lawrence, 1865 — Малая эления
- Elaenia brachyptera Berlepsch, 1907
- Elaenia ruficeps Pelzeln, 1868 — Красношапочная эления
- Elaenia frantzii Lawrence, 1865
- Elaenia obscura (Orbigny et Lafresnaye, 1837) — Тёмная эления
- Elaenia sordida Zimmer, JT, 1941
- Elaenia dayi Chapman, 1929 — Большая эления
- Elaenia pallatangae P. L. Sclater, 1862 — Паллатангская эления
- Elaenia olivina Salvin & Godman, 1884
- Elaenia fallax P. L. Sclater, 1861 — Антильская эления